# Sarcophaga praedatrix
Sarcophaga praedatrix är en tvåvingeart som beskrevs av Walker 1849. Sarcophaga praedatrix ingår i släktet Sarcophaga och familjen köttflugor. Inga underarter finns listade i Catalogue of Life.